# Escultura eqüestre de Borrell II
L'Escultura eqüestre de Borrell II és una obra commemorativa de la figura del comte Borrell II de Barcelona i el lliurament de la Carta de Poblament a la vila de Cardona, el 23 d'abril del 986.
L'escultura, ubicada a la plaça de la Fira, representa el Comte Borrell a cavall i va ser patrocinada per la Caixa d'Estalvis de Manresa amb motiu del mil·lenari de Cardona i de la seva Carta de Poblament essent inaugurada l'any 1986.
L'autor és Josep Maria Subirachs, que la va realitzar just abans de passar a decorar la Sagrada Família de Barcelona, ja que va signar el contracte amb la junta d'obres del temple el 10 de juny de 1986.
L'escultura està feta amb pedra de travertí que procedeix de les pedreres d'Almeria. L'alçada total és de quatre metres i mig. Damunt del peu, d'un metre i mig, s'hi encaixa la figura, que mesura tres metres.